# They Would Elope
They Would Elope è un cortometraggio muto del 1909 diretto da David W. Griffith. Prodotto e distribuito dalla Biograph Company, il film - girato a Little Falls, New Jersey - uscì nelle sale il 9 agosto 1909.
È il primo film della serie Harry and Bessie interpretata da Billy Quirk e Mary Pickford.

## Trama
Harry e Bessie filano d'amore e d'accordo con tutto l'entusiasmo della gioventù. Mentre si scambiano tenerezze, vengono colti di sorpresa dal padre di lei che, scherzosamente, li rimprovera come fossero due bambini. I due mettono su il broncio e decidono di scappare per andare a sposarsi. Per mezzo di una carrozzella tirata da un cavallo, si allontanano da casa. Ma la fuga dura poco, la carrozza si rompe e i due sono costretti a vagare a piedi tentando di raggiungere la strada. Qui, incrociano un'automobile che dà loro un passaggio. Ma anche questa volta il veicolo dà forfait. Harry si procura una carriola sulla quale trasporta Bessie esausta. Poi, a piedi, arrivano al lago dove si imbarcano su una canoa. Bessie, gelata, vuole tornare a casa.
Lì, il padre, invece di preoccuparsi per la loro fuga, ha messo tutti al lavoro per festeggiare il ritorno dei due. Sulla scena, decorata come una festa di nozze irrompono Harry e Bessie, bagnati, inzaccherati e infelici, annunciando che non sono riusciti a sposarsi. Ma non importa perché al party è presente anche il reverendo Wiffles che pone rimedio alla cosa.

## Produzione
Il film fu prodotto dalla Biograph Company. Venne girato il 24-25 giugno e il 15 luglio 1909 negli studi di New York della Biograph e a Little Falls, New Jersey.

## Distribuzione
Distribuito dalla Biograph Company, il film - un cortometraggio di circa otto minuti - uscì nelle sale cinematografiche statunitensi il 9 agosto 1909, programmato in split reel con un altro cortometraggio di Griffith, Mr. Jones' Burglar. Copie del film sono conservate negli archivi della Biblioteca del Congresso (American Film Institute / Mary Pickford collection: un negativo in nitrato 35 mm e un positivo 35 mm) e nel Mary Pickford Institute for Film Education film collection (un duplicato 35 mm).

## SerieHarry and Bessie
- They Would Elope, regia di David W. Griffith (1909)
- His Wife's Visitor, regia di David W. Griffith (1909)
- Oh, Uncle!, regia di David W. Griffith (1909)